# Митра-корона

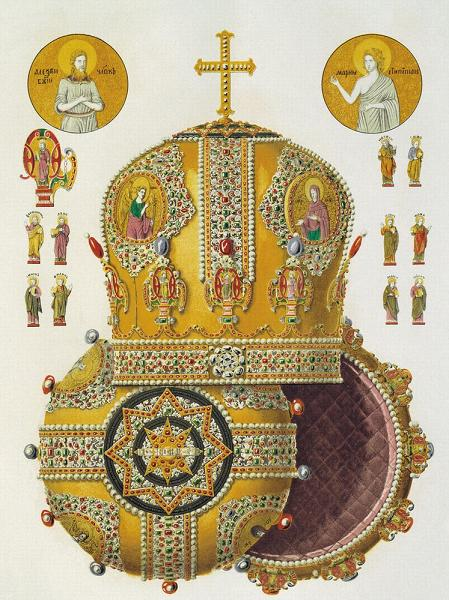
Митра-корона Патриарха Никона, XVII век

Митра-корона — архиерейская митра (реже иерейская), где над нижним пояском выполнен зубчатый венец (как правило из 12 лепестков). В остальном принципиальных отличий от православной митры нет. До XVIII века митра-корона была основным типом митры.
По свидетельству Феодора Вальсамона, патриарха Антиохийского (XII век), и блаженного Симеона, архиепископа Солунского (XV век), митру в виде короны — богатого царского головного убора — впервые стали носить в IV веке в неразделённой Церкви  Римские папы. Затем на III Вселенском соборе (431) святой Кирилл Александрийский, представляя римского папу Целестина, надел в удостоверение этого митру-корону. И вплоть до XII века такие митры на Востоке носили лишь Александрийские патриархи, потом стали носить Константинопольские. 
Другие представителей церквей, митрополиты и епископы носили митры-повязки (венцы) простого древнего образца, клобуки или шапки. Русские архиереи носили также митры-шапки, наподобие княжеских, отороченные мехом, украшенные шитьём и иконами. Такие шапки-митры появились в России в XV веке. До этого русскими архиереями использовался в качестве головного убора только клобук. 
Митра-корона стала использоваться в Русской церкви с середины XVII века.